# Melchior Ruoff (Fotograf)
Melchior Ruoff (* 9. November 1879 in Herbrechtingen; † 3. März 1951 in Heilbronn) war ein deutscher Fotograf und Verleger von Ansichtskarten, der in Heilbronn aktiv war. Seine Aufnahmen dokumentieren den Zustand dieser Stadt vor der Zerstörung im Zweiten Weltkrieg.

## Leben
Melchior Ruoff gab im Herbst 1911 im Heilbronner Adressbuch für 1912 seine erste Anzeige als  Ansichtskarten-Manufaktur M. Ruoff auf, war jedoch als Fotograf bereits früher tätig. Auch seine Ansichtskarten waren schon früher im Umlauf; das Unternehmen war vor dem Umzug nach Heilbronn offenbar in Böckingen ansässig: Als 1907 der Ausbau der Unteren Kochertalbahn aktuell war, publizierte der „Verlag M. Ruoff, Böckingen“ eine retuschierte Karte mit einem Gruß aus Degmarn, auf der ein fahrender Eisenbahnzug abgebildet war.
Die Deutsche Digitale Bibliothek verzeichnet eine Ruoff-Ansichtskarte, die am 14. März 1910 abgestempelt wurde, und bezeichnet eine frühe Ansicht der Kreuzung Sülmer- und Kaiserstraße in Heilbronn, die sich in den Beständen des Otto-Rettenmaier-Hauses befindet, als Farbfotografie. Ruoff-Karten waren offenbar bis in die 1940er-Jahre im Umlauf.
Die von Ruoff verlegten Karten trugen auf der Rückseite in der Regel den Aufdruck „M. Ruoff. Ansichtskarten-Manufaktur. Heilbronn“; mitunter waren die Angaben auch erweitert. Eine 1913 gelaufene Käthchen-Motivkarte etwa ist mit dem Hinweis „Original-Eigentum der Ansichtskarten-Manufaktur M. Ruoff, Heilbronn“ beschriftet, und es gibt auch Exemplare, auf denen zusätzlich die nach 1925 gültige Verlagsadresse, Weinsberger Straße 89, angegeben ist.
Einen Verleger des Namens Ruoff hatte es in Heilbronn schon vorher gegeben: Der Buchdrucker August Ferdinand Ruoff hatte im Jahr 1842 die Zeitung Neckar-Dampfschiff ins Leben gerufen. Dass eine unmittelbare verwandtschaftliche Verbindung zwischen diesen beiden Personen besteht, ist allerdings unwahrscheinlich, da August Ferdinand Ruoff 1855 sein Heilbronner Bürgerrecht aufgab. Ein weiterer Träger des Namens Ruoff, der in Heilbronn ansässig war, war Julius Ruoff, der ebenfalls Ansichtskarten produzierte.